# Улица Венцека
У́лица Ве́нцека   находится в Самарском районе городского округа Самара, пролегает параллельно Пионерской и Ленинградской улицам. 
Начинается от набережной реки Волги в районе первого причала Речного вокзала. Пересекает улицы  Максима Горького, Алексея Толстого, Степана Разина, на пересечении с улицей Куйбышева образуя площадь Революции, затем пересекает улицу Фрунзе, Чапаевскую, Молодогвардейскую, Галактионовскую, Самарскую, Садовую, Ленинскую улицы. Заканчивается в районе улицы Братьев Коростелёвых железнодорожным переездом, ведущим в посёлок Шмидта (Запанско́й).

## Этимология годонима
Заводской улица называлась в честь винно-водочного завода купца Е.Н. Аннаева, расположенного на пересечении с улицей Николаевской (нынешняя Чапаевская).
Решением городского совета от 8 июля 1926 года улица названа именем Франциска Ивановича Венцека.
В Самаре Венцек руководил большевистскими кружками на Трубочном заводе и в потребительском обществе «Самопомощь». С конца 1915 вёл партийную работу в Самаре. После Февральской революции 1917 года он — секретарь Самарского Совета рабочих депутатов, после Октябрьской — член губисполкома. Один из организаторов и секретарь первого Самарского совета. В декабре 1917 стал председателем ревтрибунала в Самаре. В январе 1918 года избран делегатом 3-го Всероссийского съезда Советов. 8 июня 1918 в уличном бою с белочехами был схвачен и убит.

## Почтовые индексы
- 443099: чётные дома №№ 2—60 и нечётные дома №№ 1—67
- 443020: чётные дома №№ 62—106 и нечётные дома №№ 69—125

## Здания и сооружения

Площадь Революции на пересечении улиц Венцека и Куйбышева. Заметно, что постамент несоразмерен с памятником.

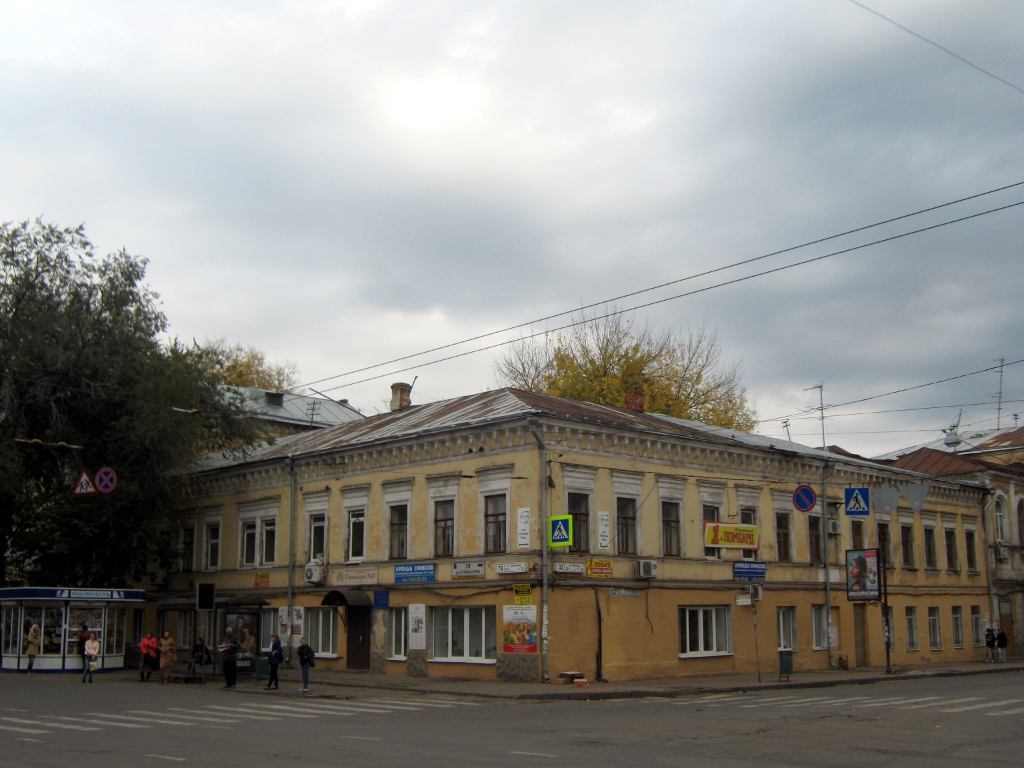
Дом Назарова-Челышева

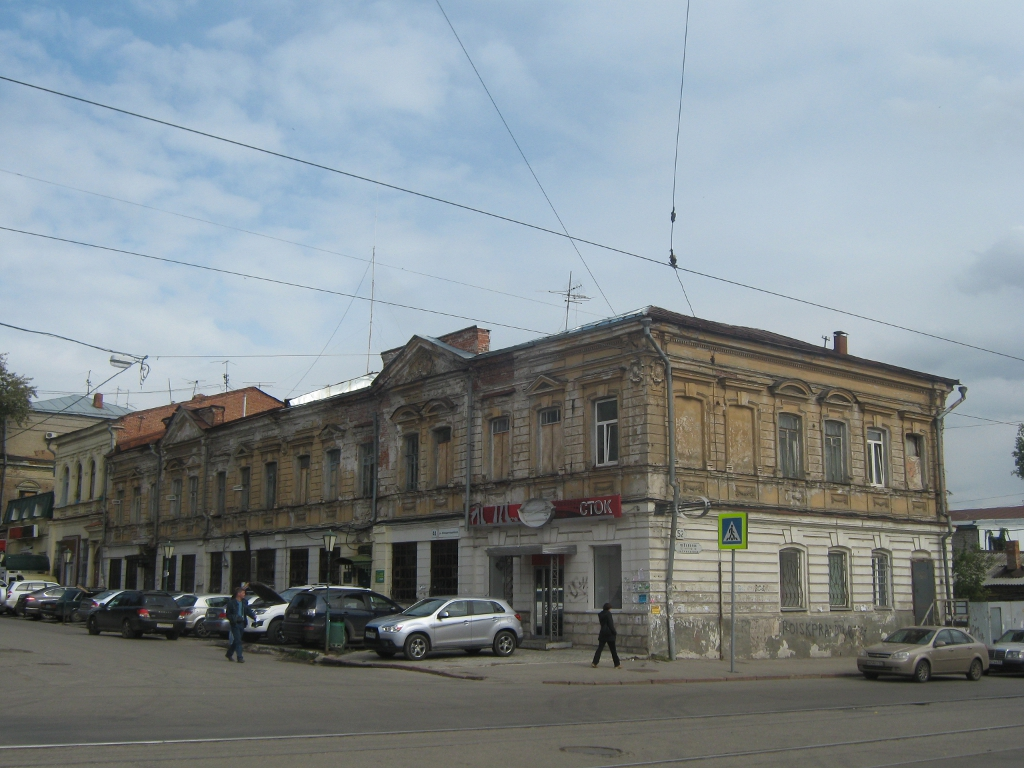
Дом Санина

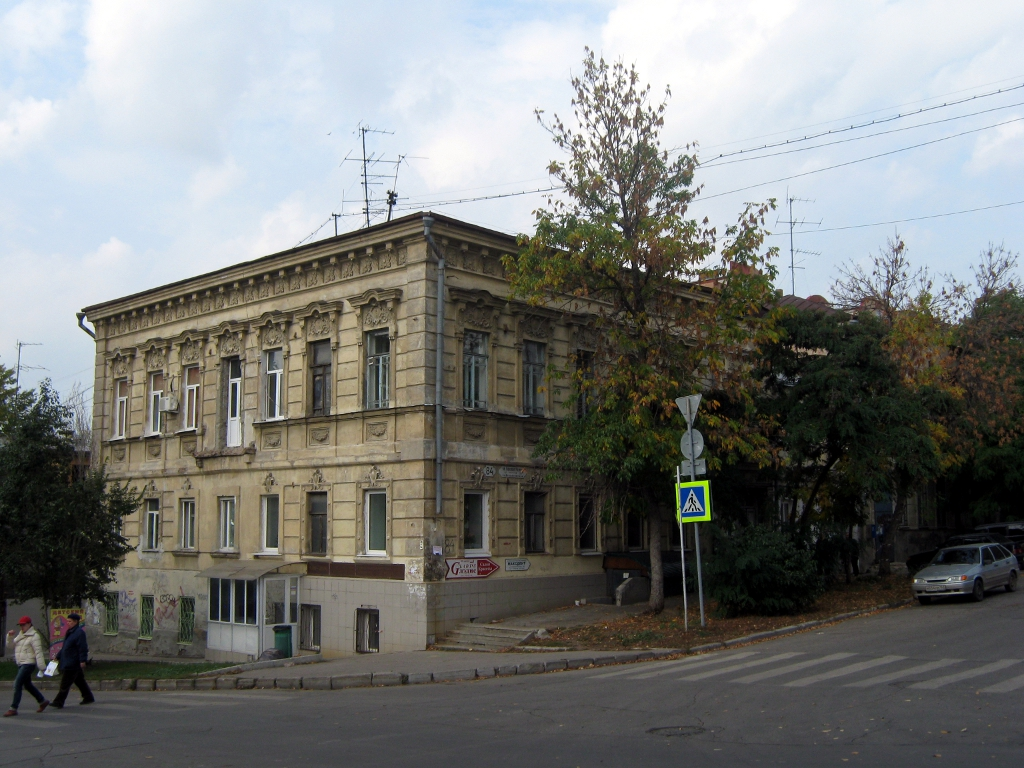
Дом Шадрина

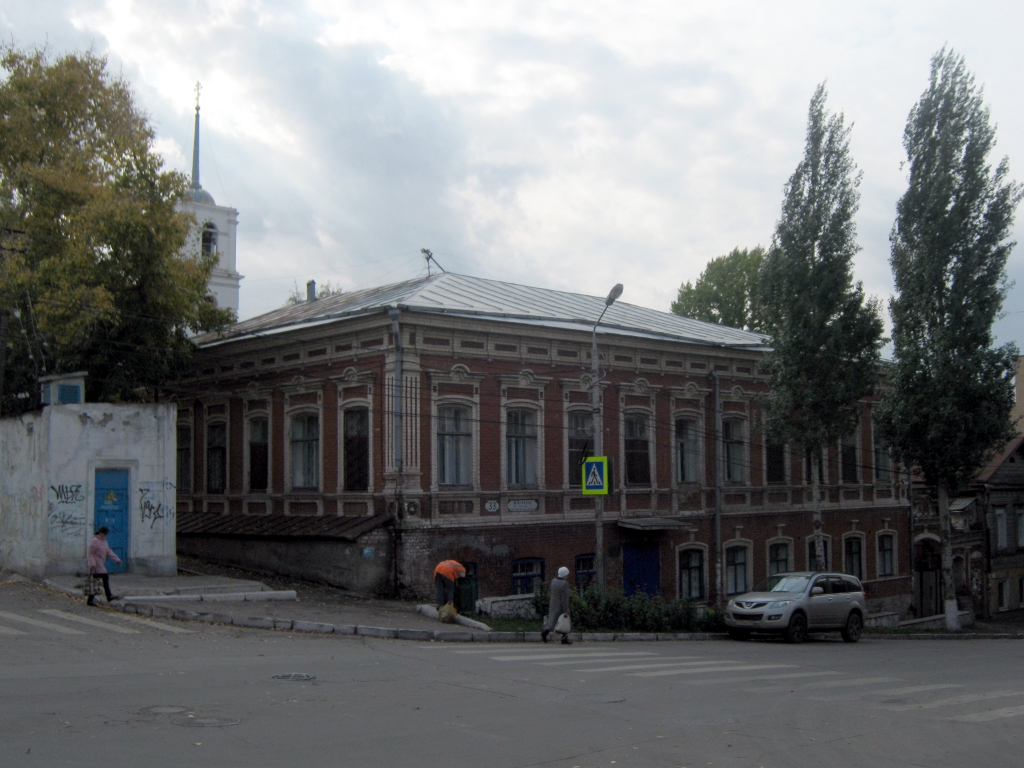
Дом Сурошникова

Улица Венцека характеризуется малоэтажной застройкой.
Чётная сторона
- Ресторан «Жемчужина».
- № 10 — «Дом с якорем». Построен в конце XIX века.
- № 16 — кафе «Ассоль».
- № 26 — дом Шадрина построен в конце XIX века, объект культурного наследия № 6300279000.[4]
- Самарский районный суд (на площади Революции, пересечение с улицей Куйбышева).
- № 32 — дом Назарова-Челышева. Здесь в гостинице Батулина останавливался художник С. В. Иванов, здесь В. И. Ленин встречался с Д. А. Клеменцем. Здание — объект культурного наследия № 6300218000[5].
- № 38 — исторически: доходный дом С. П. Молчанова. Сейчас в этом здании много офисов, в том числе: Самарская областная организация защиты прав потребителей, Волжское казачье войско, Самарский районный комитет КПРФ, Самарское региональное отделение ЛДПР, Самарская региональная общественная организация инвалидов, и др.
- № 40 — кондитерский магазин.
- № 48 — исторически: дом Неклютина, построенный по проекту А. А. Щербачёва.
- № 50 — в настоящее время это двухэтажный жилой дом с магазинами на первом этаже, но планируется строительство на его месте «многофункционального культурно-торгово-развлекательного центра» с пятью наземными и двумя подземными этажами. Поскольку дом является памятником архитектуры, внешний облик имеющихся двух этажей будет сохранён[6].
- № 52 — бывший дом Санина, годы постройки примерно 1870—1890-е. Объект культурного наследия местного значения № 6300240000.
- № 56 — Отдел судебных приставов Волжского района.
- № 72 — шестиэтажный многоквартирный жилой дом. Самарская областная организация «Всероссийское общество слепых», офисы.
- № 90 — МОУ Школа № 39.
- Аварийно-техническая служба ЗАО «ПТС-Сервис» — Самарский филиал с хозяйственными корпусами (квартал от улицы Ленинской до улицы Братьев Коростелёвых).

Нечётная сторона
- № 33 — бывший дом Сурошникова[7], объект культурного наследия местного значения № 6300278001.[8] Детский сад № 48 (временно не работает из-за состояния здания).
- Самарский областной суд (пересечение с улицей Куйбышева).
- № 35 — Самарский областной кожно-венерологический диспансер и другие медицинские учреждения.
- № 51 — МОУ Средняя общеобразовательная школа № 13. Исторически: Третья самарская женская гимназия, располагавшаяся в собственном доме Александры Семёновны Клюжевой (в первом браке — Межак, во втором браке — Хованской, сестры Ивана Клюжева). В июне—октябре 1918 года в этом здании размещалось Военное управление КОМУЧа[9].
- № 55 — «Дом с атлантами». Исторически: особняк Шихобаловых. Построен в стиле «модерн» по проекту А. А. Щербачёва в конце XIX века; частично разрушен. В настоящее время здание передано Самарскому художественному музею.
- Городская клиническая больница № 3, отделение патологии беременных (пересечение с улицей Галактионовской).

## Транспорт
По улице Венцека идут маршруты:
- трамваев № 1, 3, 5, 15, 16, 20;
- троллейбуса 16;
- маршрутных такси № 48д, 88, 105, 109д, 114, 118, 119, 127, 128, 140, 177, 261, 397;
- автобусов № 5, 5к, 5д, 11, 53.